# Häusling (Siegen)

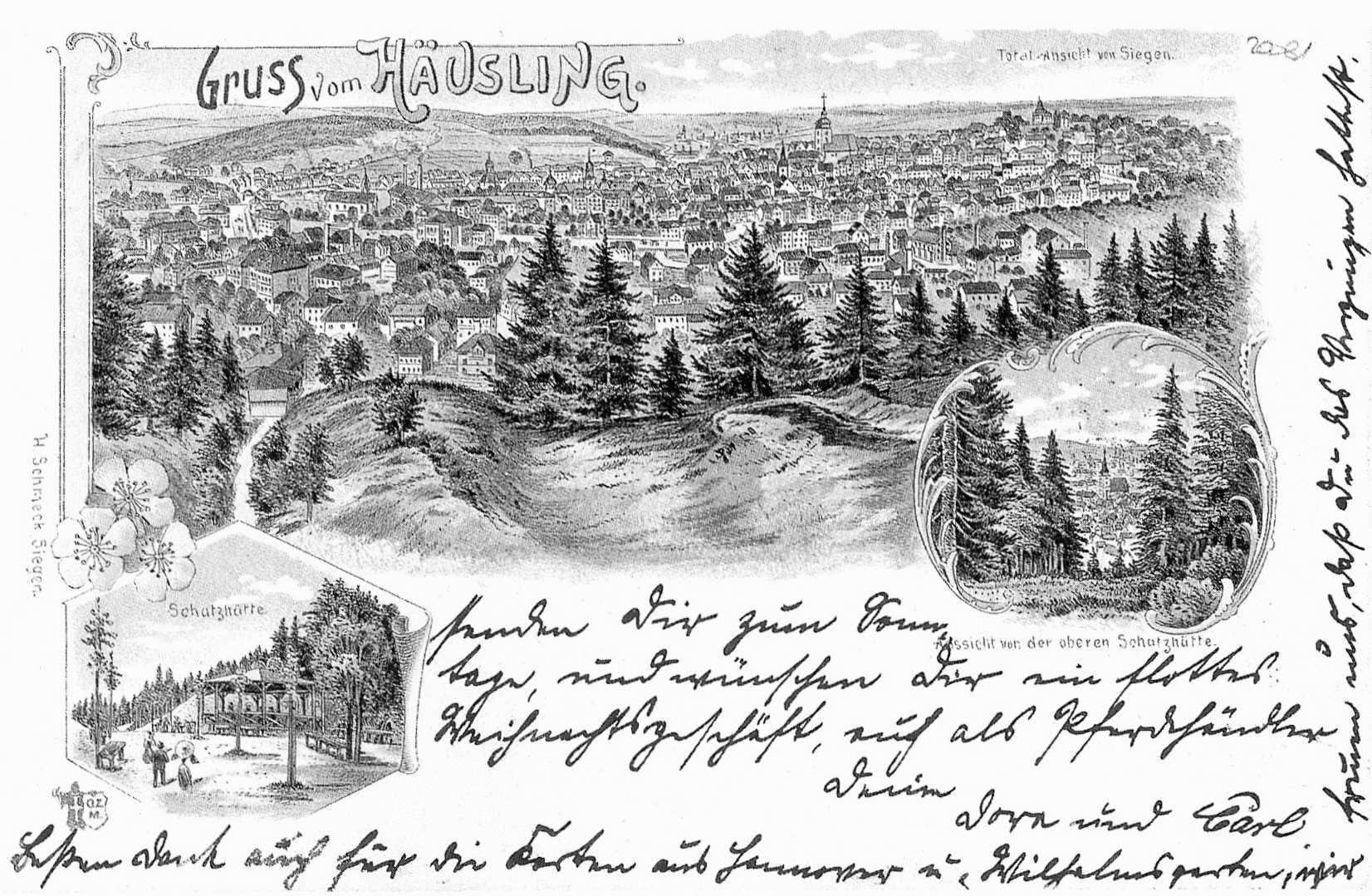
Ansichtskarte Gruss vom Häusling aus dem Jahr 1895

Der Häusling ist ein 364 m hoher Berg im Stadtgebiet Siegens in Nordrhein-Westfalen. Er liegt etwa 1 km südlich des Stadtzentrums am Siegberg.
Die Spitze des Häuslings ist weitgehend unbebaut, die unteren Berghänge dafür rundherum. Am nordwestlichen Hang befinden sich Tennisplätze und die Realschule Am Häusling, nicht weit entfernt im Tal das Medien- und Kulturhaus Lÿz. Auf dem benachbarten ehemaligen Waldrich-Gelände, welches bis Ende März 2009 als Parkplatz genutzt wurde, eröffnete im März 2010 ein 3300 m² großer Supermarkt. Auf dem Berg steht ein Bildumsetzer, am oberen Südhang liegt die ehemalige Winchenbachschule.

## Bergbau in früherer Zeit
Am Berg gab es zahlreiche Gruben. Neben der bekanntesten, der Grube Häuslingstiefe, gab es die Betriebe Morgenlust und die Grube Schleifmühlchen, die – bereits stillgelegt – im Jahre 1818 als Übungsgrube der Siegener Bergschule eingerichtet wurde. Neben den meist nach Eisenerz suchenden Bergwerken gab es einen Steinbruch.